# Tirsuli
Tirsuli – szczyt górski w Himalajach, w ich zachodniej części. Leży na terenie Indii, w stanie Uttarakhand, w Parku Narodowym Nanda Devi. Razem z Nanda Devi East (7434 m), Dunagiri (7066 m) i Changabang (6864 m) otacza najwyższy szczyt rejonu - Nanda Devi (7816 m). 
Nocą 18/19 lipca 1939 r. przy próbie zdobycia szczytu, w lawinie lodowo-śnieżnej, która zeszła na założony przez nich obóz położony na wysokości ok. 6150 m n.p.m., zginęli polscy alpiniści Stefan Bernadzikiewicz i Adam Karpiński.
Pierwszego wejścia na szczyt dokonali hinduscy wspinacze: N. Mallik, S. Chakravorty, Tashi Sherpa i Dorji Sherpa 9 października 1966 r.